# Liste der Gestalten der griechischen Mythologie/R
Die Liste der Gestalten der griechischen Mythologie enthält Gestalten der griechischen Mythologie.
Aufgenommen werden alle durch literarische oder inschriftliche Zeugnisse namentlich bekannten Gestalten. Dazu zählen etwa Götter, Halbgötter, Mischwesen oder Ungeheuer, wie auch im Mythos erscheinende menschliche Figuren oder Tiere. Ebenfalls aufgenommen werden Beinamen, alternative Namen und Gruppennamen.

## Legende
- Name: Deutsche Umschrift des Namens ohne Akzente oder Längenzeichen. Namen, deren traditionellen Umschriften mit Umlaut gebildet werden oder mit einem U beginnen, werden hier ohne Umlaut und mit der Umschrift Ou aufgeführt. So ist z. B. Ödipus unter Oidipus oder Uranos unter Ouranos zu finden.
- griechisch: Altgriechische Schreibung des Namens.
- Beschreibung: Enthält eine knappe Beschreibung der Gestalt, in der sie soweit möglich eingeordnet wird (Gott, Nymphe, Satyr, Sohn oder Tochter von…).
- Nachweise: Die ausführlichen Nachweise stehen im jeweiligen Artikel und nicht in dieser Liste.

Siehe auch die allgemeinen Hinweise zur Liste der Gestalten der griechischen Mythologie.

## Liste
| Name               | griechisch            | Beschreibung                                                                       | Nachweise                                                |
| ------------------ | --------------------- | ---------------------------------------------------------------------------------- | -------------------------------------------------------- |
| Rarias             | ̓Ραριάς, ̓Ράριον πεδίον | Beiname der Demeter in Eleusis                                                     | RE. Roscher 4,61. Stephanos von Byzanz sv Ῥαρίον πεδίον. |
| Raros              | Ρᾶρος                 | Sohn des Kranaos, Vater des Triptolemos, nach ihm erste Getreidefelder bei Eleusis | RE. Roscher 4,61. Pausanias 1,14,2.                      |
| Rhadamanthys       | Ῥαδάμανθυς, Ῥαδάμας   | König von Kreta, Richter in der Unterwelt                                          | Roscher 4,77-86. Pausanias 8,53,5.                       |
| Rhadine            | Ῥαδίνη                | Jungfrau aus Samos, die flieht, weil sie verheiratet werden soll, „die Leichte“    | Roscher 4,86. Pausanias 7,5,13.                          |
| Rhages             | Ῥάγης                 | Gefährte des Deriades                                                              | Roscher 4,87.                                            |
| Rhakios            | Ῥάκιος                | Sohn des Lebes, mit der Seherin Manto Vater von Mopsos und Pamphyle                | Roscher 4,87. Pausanias 7,3,1.                           |
| Rhamnusia          | Ῥάμνουσία             | Beiname der Nemesis beim Kult in Rhamnus                                           | Roscher 4,87. Hesychios.                                 |
| Rhamnusis          | Ῥάμνουσίς             | Beiname von Nemesis und Helena als Tochter der Nemesis                             | Roscher 4,88 (1)-(2). Ovid: Metamorphosen 14,694.        |
| Rhea               | Ῥέα, Ῥεία             | Titanide, Stammmutter der Olympischen Götter                                       | Roscher 4,88-96.                                         |
| Rhegnidas          | Ρηγνίδας              | König von Sikyon, der letzte, Sohn des Phalkes                                     | Roscher 4,96. Pausanias 2,13,1.                          |
| Rheia              | Ῥεία                  | das ist Rhea, eine Titanide                                                        | Roscher 4,96 (1).                                        |
| Rheia              | Ῥεία, Ῥείη            | Beiname der Demeter, auch Epiklese „Bergmutter“                                    | Roscher 4,96 (2). Gruppe: Griechische Mythologie 1169,7. |
| Rheione            | Ῥειώνη                | Beiname der Hera                                                                   | Roscher 4,96. Etymologicum magnum 703,10.                |
| Rhekas             | Ῥέκας                 | Wagenlenker der Dioskuren Kastor und Polydeukes, mit Amphistratos                  | Roscher 4,97. Strabon 496.                               |
| Rhene              | Ῥήνη                  | Nymphe, mit Oileus Mutter von Aias der Lokrer                                      | Roscher 4,97 (1). Hyginus: Fabulae 97.                   |
| Rhene              | Ῥήνη                  | Nymphe in Kyllene, mit Hermes Mutter des Saos, Göttin der Schafherden              | Roscher 4,97 (2). Scholion, Apollodor 1,917.             |
| Rheskynthis        | Ῥησκυνθίς             | Beiname der Hera, nach dem Berg in Thrakien                                        | Roscher 4,99. Scholion, Nikandr: Theriaca 460.           |
| Rhesos             | Ῥῆσος, Ῥῆσσος         | König der Thraker, Sohn des Eioneus, Verbündeter Trojas, von Diomedes getötet      | Roscher 4,99-111. Homer: Ilias 12,20.                    |
| Rhexenor           | Ῥηξήνωρ               | Vater der Chalkiope, der zweiten Gattin des Aigeus                                 | Roscher 4,111 (1). Tzetzes: Scholien zu Lykophron 494.   |
| Rhexenor           | Ῥηξήνωρ               | Sohn des Nausithoos, Bruder der Alkinoos, Vater der Arete                          | Roscher 4,111 (2). Scholion, Ilias 7,56.                 |
| Rhexichthon        | Ῥηξίχθων              | Beiname des Dionysos, „die Erde spaltend“                                          | Roscher 4,111 (1). Orphischer Hymnus 47,3.               |
| Rhexichthon        | Ῥηξίχθων              | Gottheit auf Verwünschungstafeln, verwandt mit Brimo-Hekate                        | Roscher 4,111 (2).                                       |
| Rhigmos            | Ῥίγμος                | Sohn des Peires aus Thrakien, kämpft für Troja, von Achilleus getötet              | Roscher 4,111. Homer: Ilias 20,484.                      |
| Rhikurith          | Ῥικουριθ              | Dämon auf einer Verfluchungstafel                                                  | Roscher 4,111.                                           |
| Rhinokolustes      | Ῥινοκολούστης         | Beiname des Herakles in Theben, der den Boten des Erginos die Nasen abschnitt      | Roscher 4,111. Pausanias 9,25,4.                         |
| Rhinotoros         | Ῥινοτόρος             | Beiname des Ares, „den Schild durchbohrend“                                        | Roscher 4,112.                                           |
| Rhipeus            | Ῥίπεύς                | Skythe, vom Boreaden Kalais getötet                                                | Roscher 4,112 (2). Valerius Flaccus 6,585.               |
| Rhipheus           | Ῥίφεύς                | auch Ripheus, Kentaur, Mischwesen aus Mensch und Pferd                             | Roscher 4,112 (1). Ovid: Metamorphosen 12,352.           |
| Rhipheus           | Ῥίφεύς                | auch Ripheus, Trojaner, fällt in der Nyktomachie                                   | Roscher 4,112 (2). Vergil: Aeneis 2,425.                 |
| Rhiphonos          | Ῥιφόνος               | Anführer der Kentauren im Heer des Dionysos                                        | Roscher 4,112. Nonnos: Dionysiaka 14,189.                |
| Rhodanthe          | Ῥοδάνθη               | Bacchantin auf einer Amphore in Paris                                              | Roscher 4,112.                                           |
| Rhode              | Ῥόδη                  | Danaide, eine von fast 50, die den Bräutigam Hippolytos erdolcht                   | Roscher 4,112 (1). Bibliotheke des Apollodor 2,1,5.      |
| Rhode              | Ῥόδη                  | Tochter von Poseidon und Amphitrite, für Licht und Feuchtigkeit, Gattin des Helios | Roscher 4,112 (2). Bibliotheke des Apollodor 1,4,6.      |
| Rhode              | Ῥόδη                  | Amme des Dionysos, eine Bassaris                                                   | Roscher 4,113 (3). Nonnos: Dionysiaka 14,223.            |
| Rhode              | Ῥοδή                  | Tochter des Mopsos, Eponyme von Rhodia bei Phaselis in Lykien                      | Roscher 4,113 (4). Theopompos in FHG: Fragmenta 1,295.   |
| Rhodeia            | Ῥοδή                  | Okeanide, Gespielin der Persephone                                                 | Roscher 4,113. Hesiod: Theogonie 351.                    |
| Rhodia             | Ῥοδία                 | Danaide, eine von fast 50, die den Bräutigam Chalkedon erdolcht                    | Roscher 4,113 (1). Bibliotheke des Apollodor 2,1,5.      |
| Rhodia             | Ῥοδία                 | Frauengestalt, Meergöttin wie Thetis                                               | Roscher 4,113 (2). CIG 4,8185e.                          |
| Rhodia             | Ῥοδία                 | pierische Muse, von einem Fluss abgeleitet                                         | Roscher 4,113 (3). Tzetzes: Kommentar Hesiod Werke 1.    |
| Rhodios            | Ῥόδιος                | Flussgott in der Troas, auf Münzen dargestellt                                     | Roscher 4,113 (1). Hesiod: Theogonie 341.                |
| Rhodo              | ΡΟΔΟ                  | Bacchantin auf einer Trinkschale                                                   | Roscher 4,114. CIG 4,7468.                               |
| Rhododaktylos      | Ῥοδοδάκτυλος          | Beiname der Eos, Selene, Io, Aphrodite, Amymone                                    | Roscher 4,114 (1)-(5).                                   |
| Rhodoessa          | Ῥοδόεσσα              | Geliebte des Apollon, Mutter des Keos                                              | Roscher 4,114. Etymologicum magnum 507,54.               |
| Rhodope            | Ῥοδόπη                | Okeanide, Tochter von Okeanos und Tethys, Gespielin der Persephone                 | Roscher 4,115 (1a). Nonnos: Dionysiaka 32,58.            |
| Rhodope            | Ῥοδόπη                | Geliebte des Apollon, Mutter des Keos                                              | Roscher 4,115 (1b).                                      |
| Rhodope            | Ῥοδόπη                | Mutter des Sehers Melampus                                                         | Roscher 4,115 (1c). Scholion, Theokritos 3,43.           |
| Rhodope            | Ῥοδόπη                | Heroine, jagt mit Artemis, von Aphrodite zur Liebe geführt                         | Roscher 4,115 (2).                                       |
| Rhodope            | Ῥοδόπη                | Schwester des Haimos, die einander Zeus und Hera nennen                            | Roscher 4,116 (3). Ovid: Metamorphosen 6,87.             |
| Rhodopis           | Ῥοδῶπις, Ῥοδόπη       | Jungfrau in Ägypten, über eine Sandale Gattin des Königs Psammetichos              | Roscher 4,116 (2). Strabon 17,808.                       |
| Rhodos             | Ῥόδος                 | Tochter von Poseidon und Halia                                                     | Roscher 4,117-119. Diodor 5,55.                          |
| Rhodos             | Ῥόδος, Ῥόδη           | Tochter der Aphrodite, mit Helios Mutter von Kerkaphos                             | Roscher 4,119. Pindar: Olympia 7,14.                     |
| Rhoiai             | Ῥοιαί                 | Nymphen der Granatbäume                                                            | Roscher 4,119. Eustathios Kommentar Odyssee 1963,43.     |
| Rhoikos            | Ῥοῖκος                | Gefährte des Theseus, kämpft gegen Melusa und Amazone, auf einem Stamnos           | Roscher 4,119 (1).                                       |
| Rhoikos            | Ῥοῖκος                | Kentaur, Gefährte des Hylaios in Arkadien, von Atalante erschossen                 | Roscher 4,119 (2). Scholion, Apollodor 3,9,2.            |
| Rhoikos            | Ῥοῖκος                | rettet eine Eiche und damit eine Hamadryade, erhält ihre Liebe                     | Roscher 4,120 (3). Etymologicum magnum 75,32.            |
| Rhoikos            | Ῥοῖκος                | Sohn von Gaia und Tartaros, ein Gigant                                             | Roscher 4,121 (4). Hyginus: Fabulae 10,9.                |
| Rhoio              | Ῥοιώ                  | Tochter des Skamandros, mit Laomedon Mutter von Tithonos und Priamos               | Roscher 4,121 (1). Tzetzes: Lykophron 18.                |
| Rhoio              | Ῥοιώ                  | Tochter von Staphylos und Chrysothemis, von Apollon Mutter des Anios               | Roscher 4,122-124 (2). Diodor 5,62,1.                    |
| Rhoiteia           | Ῥοιτεία               | Tochter von Sithon und Anchinoe                                                    | Roscher 4,124 (1). Tzetzes: Lykophron 1161.              |
| Rhoiteia           | Ῥοιτεία               | Beiname der Beroe                                                                  | Roscher 4,124 (2). Vergil: Aeneis 5,646.                 |
| Rhoitos            | Ῥοῖτος                | Gigant, versucht die Olympischen Götter zu stürzen                                 | Roscher 4,124 (1). CIG 4,8182.                           |
| Rhoitos            | Ῥοῖτος                | Kentaur, tötet an der Hochzeit des Peirithoos Charaxes, Euager und Corythus        | Roscher 4,125 (2). Ovid: Metamorphosen 12,271.           |
| Rhoitos            | Ῥοῖτος                | Gefährte des Phineus bei der Hochzeit des Perseus                                  | Roscher 4,125 (3). Ovid: Metamorphosen 5,38.             |
| Rhokkaia           | Ῥοκκαία               | Beiname der Artemis auf Kreta bei Rhithymna                                        | Roscher 4,125. Aelianus: de animalium 12,22.             |
| Rhopalos           | Ῥόπαλος               | Sohn des Phaistos, des Königs von Sikyon                                           | Roscher 4,125. Pausanias 2,6,7.                          |
| Rhoxane            | Ῥωξάνη                | Tochter des Kordyes, von Medos vergewaltigt                                        | Roscher 4,126. Plutarch: de fluviorum 20,1.              |
| Rhymios            | Ῥύμιος                | Beiname des Zeus in Nakoleia in Phrygien                                           | Roscher 4,126.                                           |
| Rhyndakis          | Ῥυνδακίς              | Nymphe des Flusses Rhyndakos in Kleinasien                                         | Roscher 4,126 (1). Nonnos: Dionysiaka 15,372.            |
| Rhyndakis          | Ῥυνδακίς              | Beiname der Aura, der Göttin der Morgenbrise                                       | Roscher 4,126 (2). Nonnos: Dionysiaka 48,242.            |
| Rhyndakos          | Ῥύνδακος              | Gott des Flusses Rhyndakos, auf Münzen von Apollonia in Mysien                     | Roscher 4,126.                                           |
| Rhysipolis         | Ῥυσίπολις             | Beiname der Athene                                                                 | Roscher 4,127. Gruppe: Griechische Mythologie 1218,1.    |
| Rhysiponos         | Ῥυσίπονος             | Beiname des Apollon                                                                | Roscher 4,127. Griechische Anthologie 9,525.             |
| Rhythmonios        | Ῥυθμόνιος             | Sohn von Orpheus und Nymphe Idomena, mit Chloris Vater des Periklymenos            | Roscher 4,127. Gruppe: Griechische Mythologie 215,9.     |
| Rhytia             | Ῥυθμόνιος             | Geliebte des Apollon, Mutter der neun Korybanten                                   | Roscher 4,127. Strabon 10,472.                           |
| Rosse des Diomedes | Διομήδης              | menschenfressend, des Bistonen-Königs: Deinos, Lampon, Podargos, Xanthos           |                                                          |